# Molnár Ferenc (író)
Molnár Ferenc (született: Neumann Ferenc, külföldön gyakran Franz Molnar; Budapest, Józsefváros, 1878. január 12. – New York, 1952. április 1.) magyar író, drámaíró, újságíró, haditudósító. 
Bár Molnár Ferenc neve legtöbbeknek a Pál utcai fiúk népszerű ifjúsági kisregényével kapcsolódik össze, személyében olyan kaliberű alkotóról van szó, akinek a műveit világszerte előadták, akinek az 50. születésnapját fényes keretek közt a New York-i Broadwayn ünnepelték, akit az Egyesült Államok elnöke, Calvin Coolidge személyesen fogadott a Fehér Házban, s aki az 1920-30-as években becslések szerint több mint 1 millió amerikai dollárt keresett évente.
„Molnár a magyar irodalom előkelő idegene” – mondta róla Németh Andor (1891–1953) kortárs író, míg Schöpflin Aladár (1872–1950) irodalomtörténész, műkritikus és műfordító így emlékezett: „Ő az egyetlen magyar író, aki egész erejével nemzetközi ellenőrzés alatt áll, s akiről mindenütt kialakult egy főpontjaiban egységes vélemény. Útját ennek a sikernek tagadhatatlanul a szórakoztató képessége egyengette, de ami irodalmi szempontból figyelemre méltóvá teszi s magasan kiemeli azoknak sorai fölé, akik éppen csak hogy szórakoztatják az embereket, az valami több, valami értékesebb. Az, hogy benne megérett és kifejezésre jutott a világ dolgainak s az embernek egy olyan szemléleti módja, amely teljesen és egyedül az övé s ennek kifejezésére olyan formai eszközöket talált, melyek saját, egyéni tulajdonai. […] Tagadhatatlan, hogy Molnár mondanivalója különbözik mindenki másétól, csak ő tudja elmondani s a formái, különösen a drámában, lényeges pontokon különböznek mindenki más formájától”.

## Élete
Német–zsidó polgárcsaládban született. Édesapja, Neumann Mór (1848–1907) sebész volt, de sokáig üzemorvosként dolgozott: előbb a Margit híd építésénél, majd a Ganz Gyárban. Édesanyja Wallfisch Jozefa (1860–1898) volt, aki sokat betegeskedett, és már egész fiatalon elhunyt.  
Középiskolai tanulmányait 1887 és 1895 között a Lónyay Utcai Református Gimnáziumban végezte. Tanárai voltak többek között Baráth Ferenc (irodalom), Laky Dániel (földrajz), Kacziány Géza (német nyelv és irodalomtörténet), Vámossy Mihály (történelem), Dapsy László és Francia Kiss Károly (számtan), Szádeczky-Kardoss Gyula (természetrajz), Szotyori Nagy Károly (ének), Weiszburg Gyula (vallás). Utolsó gimnáziumi évében megválasztották az önképzőkör titkárának. Ekkor már aktívan újságírónak készült, de szülei nyomására 1896-tól egy évig a Genfi Egyetemen, később Budapesten jogot tanult. Ebben az időszakban már cikkei jelentek meg budapesti napilapokban, többek közt a Pesti Hírlapban, hazatérte után a Budapesti Naplóban. Ezzel párhuzamosan irodalmi műveken és idegen nyelvű színdarabok fordításán is dolgozott. Ekkoriban magyarosította a nevét, azzal az indokkal, hogy a felmenői közt akadt molnár.
Első nagy feltűnést keltő írása az 1901-ben megjelent szatirikus regénye, Az éhes város volt. Ugyanebből az esztendőből származik az Egy gazdátlan csónak története című lírai kisregénye, melyben egy 15 éves lány tragikus szerelmi történetét beszéli el. Első önálló színpadi műve A doktor úr volt, amely nagy sikert aratott az 1902. novemberi Vígszínházbeli bemutatón. 1906-ban írta meg mindmáig népszerű, A Pál utcai fiúk című regényét, amely a pesti gyerekek olykor vidám, olykor szomorú életét ábrázolja.
1906. május 19-én Budapesten feleségül vette Vészi Margit festő-írónőt, főszerkesztője, Vészi József leányát, ez a házasság azonban nem volt tartós. Fél év után különköltöztek, bár a válásra csak négy év múlva került sor. Egy lányuk született, Molnár Márta, aki Horváth Zoltán újságíró, majd később Sárközi György író felesége lett.

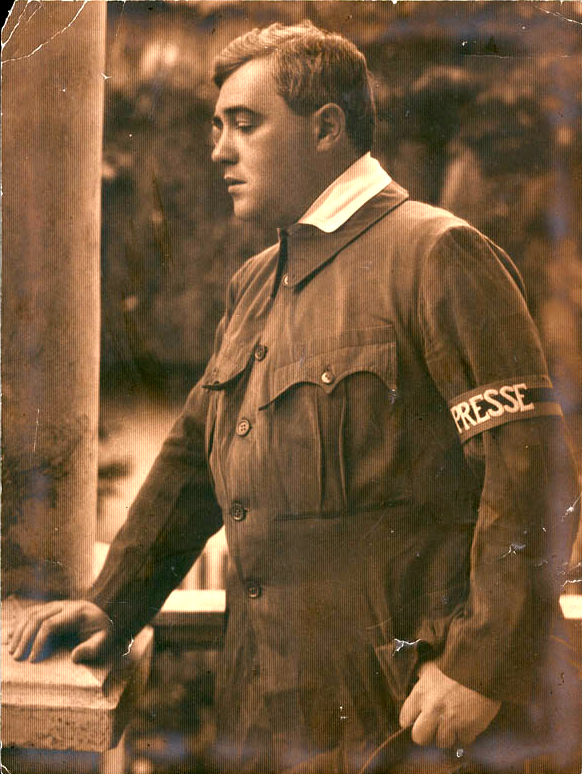
Molnár Ferenc haditudósítóként. Erről az időszakról írta 1916-ban az Egy haditudósító emlékei című könyvét

Első külföldi színpadi sikerét 1907-ben aratta Az ördög című színdarabjával. 1908-tól már több városban is játszották színpadi műveit (Bécs és Berlin mellett Olaszországban és az Egyesült Államokban is), de a polgári társadalom kritikája miatt az előadások nem mindig találtak kedvező fogadtatásra. Legnagyobb sikerét a Liliommal aratta. Az 1909-es, sikertelen budapesti bemutató után 1912-ben a bécsi előadás következett. 1934-ben Fritz Lang megfilmesítette, és alapjául szolgált az 1945-ben a Broadwayn bemutatott Carousel (Körhinta) című musicalnek.
Az első világháború alatt Galíciában volt haditudósító; erről írta 1916-ban az Egy haditudósító emlékei című könyvét. 1922. október 11-én Budapesten feleségül vette Fedák Sárit, de ez a házasság is hamarosan válással végződött. Harmadik felesége Darvas Lili színésznő volt, akivel 1926. június 9-én kötöttek házasságot, Budapesten.
Az 1920-as és 30-as években sok könnyed színdarabot írt, amelyek korának legnépszerűbb színpadi szerzőjévé tették.
1939-ben a fenyegető nemzetiszocializmus elől Darvas Lilivel Franciaországba, Svájcba, majd 1939-ben New Yorkba menekült. Amerikában súlyos depressziója ellenére forgatókönyveket és színdarabokat írt. 1949-ben mutatták be a Broadwayn Panoptikum című darabját.
1952. április 1-jén, 74 éves korában halt meg New Yorkban, gyomorrákműtétje közben.

## Munkássága

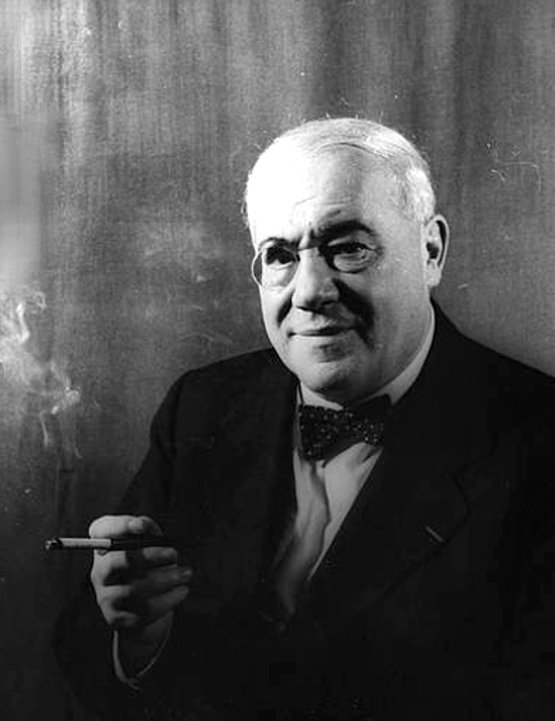
Molnár Ferenc 1941-ben

A magyar polgári dráma virágkorában alkotott, legnagyobb hazai vetélytársa Herczeg Ferenc volt. Külföldön Molnár olyan sikereket aratott, amilyenről más magyar író álmodni sem mert. Senkit sem utánzott, a kezdetektől birtokában van a színpadi hatáskeltésnek (jellegzetes Molnár Ferenc-i komédia alakult ki).

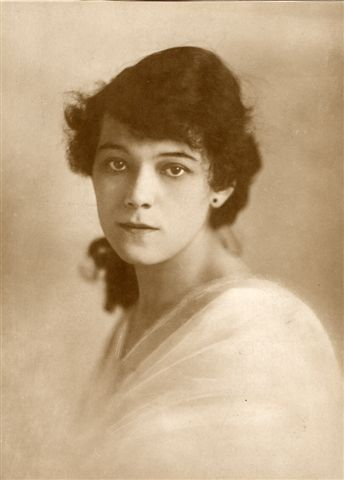
Úri divat, Nemzeti Színház. Paula: Bajor Gizi

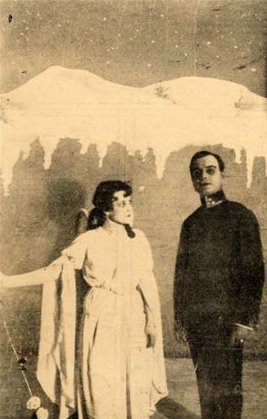
A fehér felhő, Nemzeti Színház. Angyal: Bajor Gizi, Hadapród: Rajnai Gábor

Nagyon jószemű író; gyönyörűségét a formai tökély, a cselekmény biztonságos gördülékenysége adja. Képes volt egy semmitmondó anekdotából is mindvégig lebilincselő háromfelvonásost kreálni. A módos polgár mulattatójaként bírálta a polgári fejlődésben elmaradt Magyarország úri világát, ugyanakkor érzékenyen ábrázolta a pesti kisemberek életét.
Kifogyhatatlan ötletesség, bámulatos színpadtechnika jellemzi. Az elesettek, a társadalom kegyetlensége miatt bűnbeesettek, a kiszolgáltatottak szeretetteljesen bukkannak fel a játékaiban, érzelmesen költői műveiben (Liliom). Molnárnál gyakori a színész mint drámai hős (Játék a kastélyban).
Figyelte az embereket, meleg, emberi szívvel érzi át az emberi szenvedést, igaz képet rajzol a szenvedő emberekben rejlő nagyságról.
Szerkesztőségek, kávéházak újságíró törzsasztalaitól érkezett az irodalomba. Az újságírásból fejlesztett írói eszközeivel, csattanóival, jól szervezett történeteivel hatásossá tudja tenni az írásait. Színpadra termett író volt, aki dialógusokban gondolkodott. Kiválóan szerkesztett munkáit könnyed, ironikus-szellemes hang, frissen pergő, feszült párbeszédek, jól komponált cselekmény jellemzik.
Rengeteget dolgozott. Írói és újságírói tevékenysége mellett minden évben írt legalább egy színjátékot, és számos színművet is lefordított.
Ady Endre szeretettel beszél róla, szerinte varázslatos, nagyszerű ember, akiben nyolc író lakik.
Babits Mihály „átlag mulattatónak” tartotta. Szerinte Molnár nem akarta leleplezni a polgári világ képmutatását, és az emberi lélek mélységeit sem akarta feltárni, csupán a szórakoztatás volt a célja, de ezt nagyon színvonalasan tette, közel sem átlagosan.
Hegedűs Géza szerint az apró mozzanatokat jobban meglátta, mint a nagyobb összefüggéseket: egy-egy epizódfigura, főképp az elesettek közül, jobban megmarad az emlékezetben, mint a főszereplők, akiknek a sorsa az eszmei mondanivalót hordozza.

## Depressziója
Az anekdoták szerint alkoholista és agresszív ember volt, aki első feleségét, Vészi Margitot többször megverte, emiatt el is váltak. De előtte kifejezetten feleségének írta a Liliom című színdarabot, amelyben a városligeti vagány rendszeresen veri az őt eltartó szelíd, csendes feleségét. Az előadás 1909-ben kudarcba fulladt a pesti Vígszínházban, mire az író idegösszeomlást kapott, és egy évig szanatóriumban kezelték, de ugyanez a darab Berlinben nagy sikert aratott. Beleszeretett a Vígszínházban a női főszerepet játszó Varsányi Irénbe, akinek férjével párbajozott, és emiatt börtönbe került. Vészi Margit ezt követően vált el tőle. A csalódások hatására mély depresszióba esett, és öngyilkosságot kísérelt meg.
Amikor a szintén depressziós Bródy Sándor a New York kávéházban próbálta őt kioktatni az öngyilkosság módozataiból, Molnár Ferenc így válaszolt: „Sándor bácsi, kérlek, én öngyilkossági ügyekben csak attól fogadok el tanácsot, akinek már sikerült.”
1940-ben az USA-ba emigrált, és miután titkárnője és szeretője, Bartha Vanda öngyilkosságot követett el, az író újból mély depresszióba esett.

## Családja
Háromszor nősült. Első felesége Vészi Margit festő-írónő, Vészi József főszerkesztő leánya, akit 1906-ban vett feleségül; a második Fedák Sári, a harmadik Darvas Lili.
Lánya: Sárközi (Molnár) Márta – Vészi Margittól –, aki Sárközi György író felesége lett. Unokái: Horváth Ádám Kossuth-díjas filmrendező, Sárközi Mátyás író és Horváth Eszter ének-zene tanár. Dédunokái: Lukin Sándor tévéoperatőr, Lukin Cecília, a Magyar Rádió Gyermekkórusának titkára, Lukin Ágnes, a Magyar Televízió rendezője, Lukin Gábor zeneszerző, Lukin Márta opera-énekesnő, Lukin András, Lukin Zsuzsanna énekes, karnagy és Lukin Katalin angoltanár.
Az üvegcipő (1924) című művében Fedák Sárival való viharos kapcsolatát írta meg.

## Művei

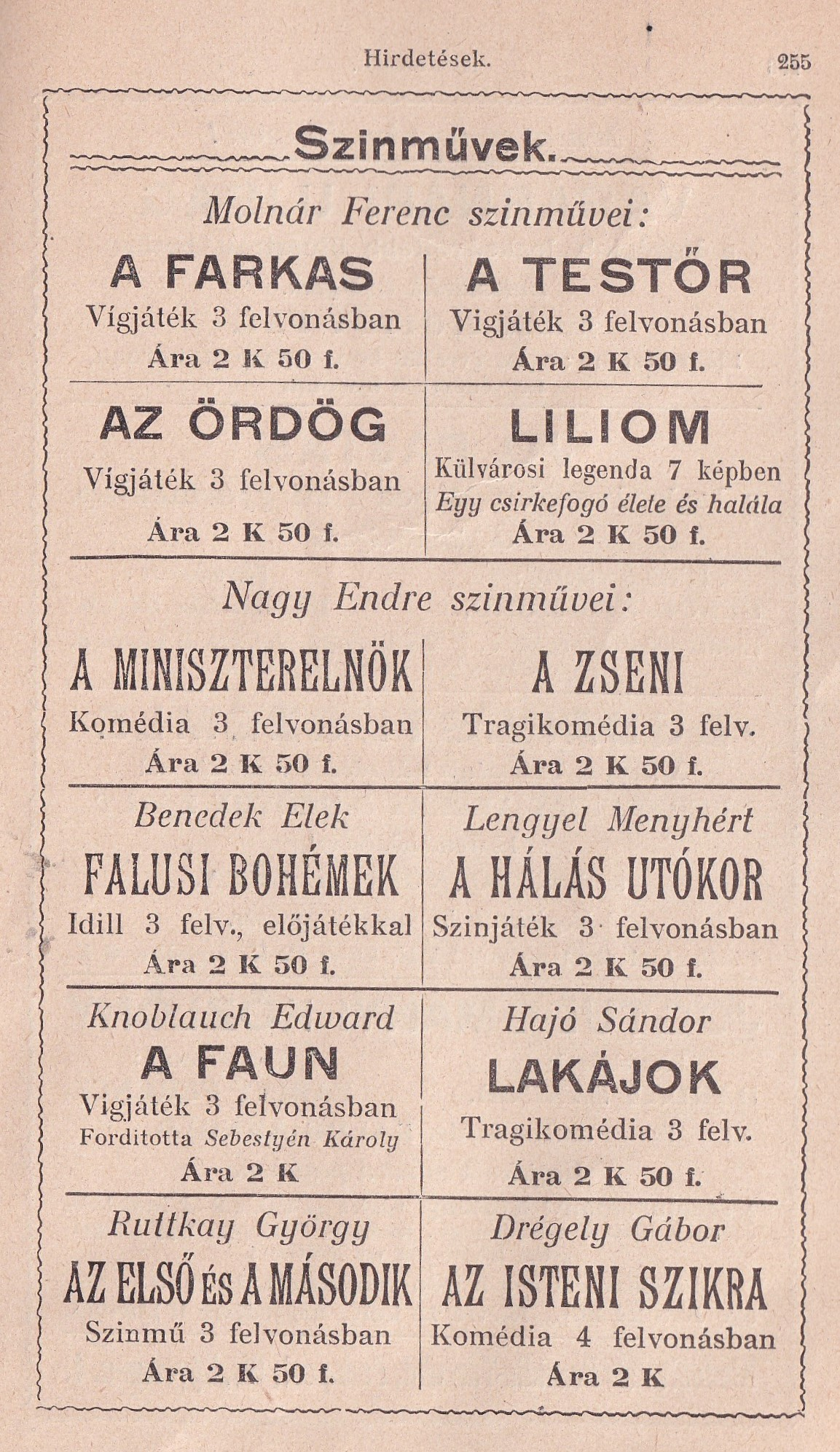
Műveinek korabeli hirdetése

A Színházi adattárban regisztrált bemutatóinak száma (1902–): 340.
- Józsi és egyéb kis komédiák (1904)
- Az ördög (1907)
- A Pál utcai fiúk (1907)
- Liliom (1909)
- A testőr (1910)
- A Farkas (1912)
- Úri divat (1916)
- A fehér felhő (1916) – Vojnits-jutalommal elismert mű.
- Farsang (1916)
- Egy haditudósító emlékei (1916)
- A hattyú (1920)
- Színház: Előjáték Lear királyhoz, Marsall, Az ibolya (1921)
- Égi és földi szerelem (1922)
- A vörös malom (1923)
- Az üvegcipő (1924)
- Játék a kastélyban (1926)
- Riviera (1926)
- Olympia (1928)
- Egy, kettő, három (1929)
- A jó tündér (1930)
- Valaki (1931)
- Harmónia (1932)
- Nagy szerelem (1935)
- Delila (1937)
- Panoptikum (1949)
- Arkatratész (1964)
- Nászinduló (1996) [Utolsóként – hagyatékában megtalált – darabja]

### Prózai művek
- Az éhes város (1901)
- Egy gazdátlan csónak története (1901)
- A Pál utcai fiúk (1907)
- Muzsika (1908)
- Egy haditudósító emlékei (1916)
- A zöld huszár (1938)
- A zenélő angyal

## Bibliográfia

### 1919-ig
- Magdolna és egyéb elbeszélések; Ranschburg, Budapest, 1898
- A csókok éjszakája és egyéb elbeszélések; Kunosy Vilmos Ny., Budapest, 1899
- Rabok; Franklin, Budapest, 1907 (Magyar írók aranykönyvtára)
- Egy gazdátlan csónak története. Regény; Magyar Hírlap, Budapest, 1901
- Az éhes város; Révai, Budapest, 1901
- A doktor úr. Bohózat; Lampel, Budapest, 1902 (Fővárosi színházak műsora)
- Józsi és egyéb kis komédiák; Pallas Ny., Budapest, 1902
- Éva. Regény; Magyar Hírlap, Budapest, 1903
- Flirt. Vígjáték; Lampel, Budapest, 1904 (Fővárosi színházak műsora)
- Józsi. Bohózat; Lampel, Budapest, 1904 (Fővárosi színházak műsora)
- Gyerekek. Rajzok; Lampel, Budapest, 1905 (Magyar könyvtár)
- Egy pesti leány története; Magyar Kereskedelmi Közlöny, Budapest, 1905
- A Pál-utcai fiúk. Regény kis diákok számára; Franklin, Budapest, 1907
- Az ördög. Vígjáték; Franklin, Budapest, 1907
- Disznótor a Lipótvárosban. Állatkerti csendélet a régi jó időkben; Gelléri és Székely Ny., Budapest, 1908 (Mozgó könyvtár)
- Muzsika. Elbeszélések; Franklin, Budapest, 1908
- Ketten beszélnek. Tárczák, rajzok; Franklin, Budapest, 1909
- Pesti erkölcsök. Humoros rajzok; Lampel, Budapest, 1909 (Magyar könyvtár)
- Liliom. Egy csirkefogó élete és halála. Külvárosi legenda; Franklin, Budapest, 1910
- Hétágú síp. Tréfák, karcolatok, tárcák; Franklin, Budapest, 1911
- A testőr. Vígjáték; Franklin, Budapest, 1912
- A farkas. Vígjáték; Franklin, Budapest, 1912
- Ma, tegnap, tegnapelőtt. Vasárnapi krónikák; Lampel, Budapest, 1912 (Magyar könyvtár)
- A ferencvárosi angyal. Karácsonyi játék; zene Szirmai Albert, szöv. Heltai Jenő, Molnár Ferenc; Lampel, Budapest, 1912 (Fővárosi színházak műsora)
- A testőr. Vígjáték; új, javított kiadás; Franklin, Budapest, 1912
- Báró Márczius és egyéb elbeszélések; Lampel, Budapest, 1913 (Magyar könyvtár)
- Egy gazdátlan csónak története. Regény; Franklin, Budapest, 1913
- Kis hármaskönyv. Elbeszélések, 1-3.; Franklin, Budapest, 1914
- Az aruvimi erdő titka és egyéb szatirák; Légrády, Budapest, 1916 (Az Érdekes Újság könyvei)
- Egy haditudósító emlékei. 1914 november–1915 november; Franklin, Budapest, 1916
- A fehér felhő. Mirákulum egy felvonásban, öt változásban; Franklin, Budapest, 1916
- Farsang. Színmű; Franklin, Budapest, 1916
- Úri divat. Vígjáték; Franklin, Budapest, 1917
- Az óriás és egyéb elbeszélések; Franklin, Budapest, 1917
- Vacsora és egyéb jelenetek; Érdekes Újság, Budapest, 1917
- Ismerősök. Feljegyzések, krónikák; Franklin, Budapest, 1917
- Széntolvajok. Elbeszélés; Népszava, Budapest, 1918 (Világosság-könyvtár)
- Andor. Regény; Athenaeum, Budapest, 1918

### 1920–1939
- Liliom. Egy csirkefogó élete és halála. Külvárosi legenda; új, javított kiadás; Franklin, Budapest, 1921
- Színház. Három egyfelvonásos; Franklin, Budapest, 1921
- A hattyú. Vígjáték; Franklin, Budapest, 1921
- Égi és földi szerelem. Dráma; ill. Rippl-Rónai József; Pantheon, Budapest, 1922
- A vörös malom. Színjáték; Franklin, Budapest, 1923
- Az üvegcipő. Vígjáték; Franklin, Budapest, 1924
- Egy pesti lány története. Regény; Tolnai, Budapest, 1924 (Tolnai regénytára)
- Riviera. Vígjáték; Franklin, Budapest, 1926
- A gőzoszlop; Franklin, Budapest, 1926
- Játék a kastélyban. Anekdota három felvonásban; Franklin, Budapest, 1926
- A csók és egyéb elbeszélések; Tolnai, Budapest, 1927 (Világkönyvtár)
- Olympia. Vígjáték; Franklin, Budapest, 1928
- Toll. Rövid igaz történetek, megjegyzések, feljegyzések, kuriózumok gyűjteménye; Franklin, Budapest, 1928
- Egy, kettő, három. Vígjáték; Franklin, Budapest, 1929
- A jó tündér. Vígjáték; Franklin, Budapest, 1930
- Valaki. Vígjáték; Franklin, Budapest, 1932
- Harmónia. Családi idill karénekkel; Athenaeum, Budapest, 1932
- Csoda a hegyek közt. Legenda; Athenaeum, Budapest, 1933
- A zenélő angyal. Egy fiatal szerelem regénye; Athenaeum, Budapest, 1933
- Az ismeretlen lány. Drámai történet; Athenaeum, Budapest, 1934
- Nagy szerelem. Vígjáték; Athenaeum, Budapest, 1935
- Delila. Vígjáték; Athenaeum, Budapest, 1937
- A zöld huszár; Athenaeum, Budapest, 1937
- Májibaba. Filmregény; Centrum, Budapest, 1937
- Őszi utazás. Regény; Athenaeum, Budapest, 1939

### 1940–1952
- Isten veled szívem. Regény; Káldor, Budapest, 1947
- Stories for two. Stories in dialogue; Horizon Press, New York, 1950
- Companion in exile. Notes for an autobiography (Útitárs a száműzetésben); angolra ford. Barrows Mussey; Gaer Association, New York, 1950

### 1953–
- Gefährtin im Exil. Aufzeichnungen für eine Autobiographie (Útitárs a száműzetésben); németre ford. Werner von Grünau; Kindler–Schiermeyer, Bad Wörishofen, 1953
- A kékszemű; ill. Reich Károly; Magvető, Budapest, 1957
- Útitárs a száműzetésben. Jegyzetek egy önéletrajzhoz; bev. Kárpáti Aurél, ford. Stella Adorján; Táncsics, Budapest, 1958
- Színház; bev. Hegedüs Géza, Szépirodalmi, Budapest, 1961
- Szülőfalum, Pest; Szépirodalmi, Budapest, 1962
- Két krajcárért füge; Móra, Budapest, 1965 (Kispajtások mesekönyve)
- Báró Március; vál., szerk., utószó Vécsei Irén; Magyar Helikon, Budapest, 1967
- Molnár Ferenc színművei; Novák, Bécs, 1972
- Toll. Rövid igaz történetek, megjegyzések, feljegyzések, kuriózumok gyűjteménye; Szépirodalmi, Budapest, 1987
- Színművek; vál., sajtó alá rend. Benedek Mihály; Szépirodalmi, Budapest, 1989
- Pesti napló; vál., utószó Molnár Gál Péter; Nyilvánosság Klub–Századvég, Budapest, 1993 (Ars scribendi)
- Kisregények; szerk., utószó Nagy Péter; Unikornis, Budapest, 1994 (A magyar próza klasszikusai)
- A férfi szíve. Novellák; vál., sajtó alá rend., utószó Urbán V. László; Argumentum, Budapest, 1994
- Játék a kastélyban. Anekdóta három felvonásban; Interpopulart, Szentendre, 1995 (Populart füzetek)
- Útitárs a száműzetésben. Jegyzetek egy önéletrajzhoz; ford. Stella Adorján; Pallas Stúdió, Budapest, 1999
- Keserű mesék a szívről. Kisregény és válogatott novellák; vál., utószó Hafner Zoltán; Osiris, Budapest, 2000 (Millenniumi könyvtár)
- ...or not to be. Molnár Ferenc levelei Darvas Lilihez; szerk., szövgond., jegyz. Varga Katalin, tan. Gajdó Tamás; Petőfi Irodalmi Múzeum–Argumentum, Budapest, 2004
- A százados köpönyege. Összegyűjtött novellák; vál. Réz Pál; Noran, Budapest, 2007
- A zenélő angyal; Lazi, Szeged, 2006 (Molnár Ferenc művei)
- A csókok éjszakája; Lazi, Szeged, 2007 (Molnár Ferenc művei)
- Egy pesti leány története. Regény és elbeszélések; Lazi, Szeged, 2007 (Molnár Ferenc művei)

### Életében kiadott gyűjteményes sorozata:Molnár Ferenc művei(Franklin, 1924–1928)
- Ketten beszélnek. Tárcák, rajzok; Franklin, Budapest, 1924 (Molnár Ferenc művei)
- Egy gazdátlan csónak története. Regény; Franklin, Budapest, 1924 (Molnár Ferenc művei)
- Muzsika. Elbeszélések; Franklin, Budapest, 1926 (Molnár Ferenc művei)
- Az üvegcipő. Riviera. Játék a kastélyban. Olympia; Franklin, Budapest, 1928 (Molnár Ferenc művei)
- Égi és földi szerelem. A vörös malom; Franklin, Budapest, 1928 (Molnár Ferenc művei)
- A fehér felhő. Úri divat. Farsang; Franklin, Budapest, 1928 (Molnár Ferenc művei)
- Ketten beszélnek. Éva; Franklin, Budapest, 1928 (Molnár Ferenc művei)
- Kis hármaskönyv. Az óriás; Franklin, Budapest, 1928 (Molnár Ferenc művei)
- Józsi és egyéb kis komédiák. Gyerekek; Franklin, Budapest, 1928 (Molnár Ferenc művei)
- Toll. Ma, tegnap, tegnapelőtt; Franklin, Budapest, 1928 (Molnár Ferenc művei)
- A doktor úr. Józsi. Az ördög; Franklin, Budapest, 1928 (Molnár Ferenc művei)
- Liliom. A testőr. A farkas; Franklin, Budapest, 1928 (Molnár Ferenc művei)
- Az éhes város; Franklin, Budapest, 1928 (Molnár Ferenc művei)
- A Pál-utcai fiúk. Regény kis diákok számára; Franklin, Budapest, 1928 (Molnár Ferenc művei)
- Andor. Regény, 1-2.; Franklin, Budapest, 1928 (Molnár Ferenc művei)
- Rabok; Franklin, Budapest, 1928 (Molnár Ferenc művei)
- Az aruvimi erdő titka és egyéb szatírák. A gőzoszlop; Franklin, Budapest, 1928 (Molnár Ferenc művei)
- Muzsika. Egy gazdátlan csónak története; Franklin, Budapest, 1928 (Molnár Ferenc művei)
- A fehér felhő. Úri divat. Farsang; Franklin, Budapest, 1928 (Molnár Ferenc művei)
- A hattyú. Színház; Franklin, Budapest, 1928 (Molnár Ferenc művei)
- Hétágú síp. Pesti erkölcsök; Franklin, Budapest, 1928 (Molnár Ferenc művei)

## Művei alapján készült filmek
- Az ördög (1915, 1918 – rendező: Kertész Mihály, 1919, 1921)
- Doktor úr (1916 – rendező Kertész Mihály)
- A Pál-utcai fiúk (1917, 1924 – rendező: galánthai Balogh Béla)
- Liliom (1919, némafilm – rendező: Kertész Mihály, 1921, 1934 – rendező Fritz Lang, 1956)
- A testőr (1925, 1931, 1941)
- Úri divat (1925)
- A hattyú (1925, 1930, 1956, 2022)
- Olimpia (1929, 1930, 1960 – rendező: Kertész Mihály, címszerepben Sophia Loren)
- A Pál utcai fiúk (1934 – rendező Frank Borzage)
- A jó tündér (1935, 1947)
- Nagy szerelem (1937)
- Egy, kettő, három (1961 – rendező Billy Wilder)
- A Pál utcai fiúk (1969 – rendező Fábri Zoltán)
- A Pál utcai fiúk (I ragazzi della via Pal – Pal Street Boys) (2003 – rendezte Maurizio Zaccaro)

## Szakirodalom, róla írott művek
- Halmi Bódog: Molnár Ferenc az író és az ember; szerzői, Budapest, 1929
- Joseph Reményi: Ferenc Molnár, Hungarian Playwright; Modern Language Association of America, New York, 1946
- Sós Endre: Molnár Ferenc; szerzői, Budapest, 1947
- Ujváry Sándor: Ferenc Molnár, der lachende Magier. Satiren, Anekdoten, Humoresken; Interbook, Vaduz, 1965
- Vécsei Irén: Molnár Ferenc; Gondolat, Budapest, 1966 (Irodalomtörténeti kiskönyvtár. Magyar írók)
- Delfino Tinelli: Molnár; La Scuola Editrice, Brescia, 1966 (Scrittori per l'infanzia)
- Clara Györgyey: Ferenc Molnár; Twayne, Boston, 1980 (Twayne's world authors series 574. Hungary)
- Georg Kőváry: Der Dramatiker Franz Molnár; Wagner, Innsbruck, 1984 (Dramatiker, Stücke, Perspektiven)
- Elizabeth Molnár Rajec: Ferenc Molnár. Bibliography, 1-2.; Böhlau, Wien–Köln–Graz, 1986
- Anna Nikliborc–Tadeusz Zawadzki: Ferenc Molnar; Szkolne i Pedagogiczne, Warszawa, 1991 (Portrety literackie pisarzy dla dzieci i młodzieży)
- Várkonyi István: Ferenc Molnár and the Austro-Hungarian "fin de siècle"; Lang, New York, 1992 (Austrian culture)
- Magyar író és világpolgár; szerk. Glatz Ferenc; Europa Inst. Budapest, Budapest, 1996 (Begegnungen)
- Molnár Ferenc. Általános és középiskolások számára; összeáll. Matyasovszki József; Tóth Könyvkereskedés, Debrecen, 1997 (Nagyjaink)
- Györgyey Klára: Molnár Ferenc; angolból ford. Szabó T. Anna; Magvető, Budapest, 2001
- Nagy György: Molnár Ferenc a világsiker útján (Ferenc Molnárs Stücke auf der deutschsprachigen Bühne); németből ford. Kálmán Judit; Tinta, Budapest, 2001
- Sárközi Mátyás: The play's the thing. The life of Ferenc Molnár; White Raven Press, London, 2004
- Csordás Lajos: Molnár Ferenc; Elektra Kiadóház, Budapest, 2004 (Élet-kép sorozat)
- Erdődy Edit: Molnár Ferenc: A Pál utcai fiúk; Akkord, Budapest, 2005 (Talentum műelemzések)
- Balogh Mihály: „Tiszteletpéldány”. Baráth Ferenc és Molnár Ferenc találkozása a Budapesti Református Főgimnáziumban; Önkormányzat, Kunszentmiklós, 2008 (Mesterek és tanítványok)
- Sárközi Mátyás: Liliom öt asszonya; Noran, Budapest, 2008
- Levelek Molnár Ferenchez; Cenner Mihály hagyatékából sajtó alá rend. Nótári Tamás; Lectum, Szeged, 2013
- Sárközi Mátyás: Színház az egész világ. Molnár Ferenc regényes élete; 2. átdolgozott kiadás; Luna Könyvek, Budapest, 2010
- „Ha gitt van, akkor...”. Tanulmányok Molnár Ferenc műveiről; szerk. Bengi László, Imre Zoltán; MIT, Budapest, 2022 (MIT-konferenciák)

## Díjai, elismerései
- Corvin-koszorú (1935)

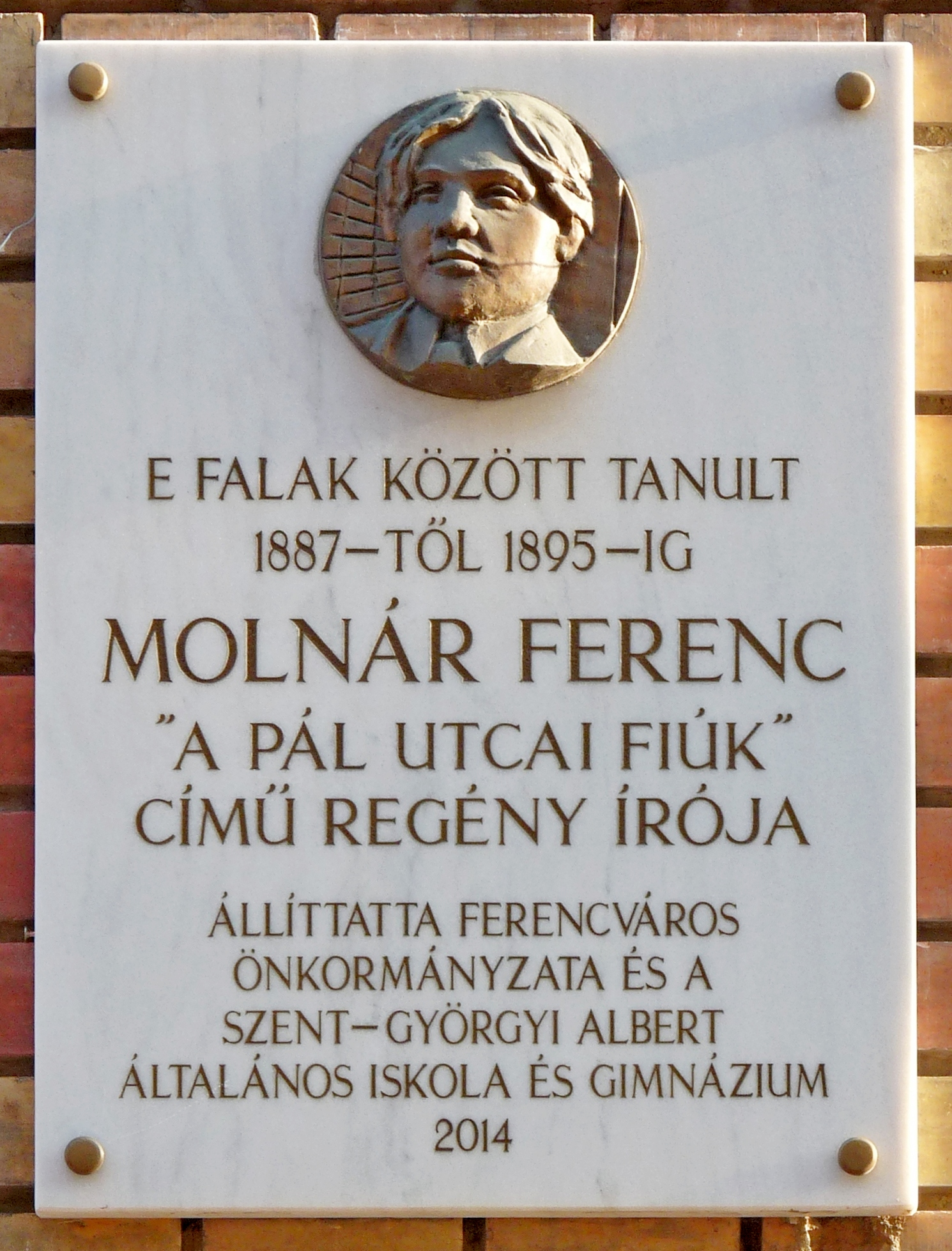
Emléktáblája Budapest IX. kerületében annak az iskolának a falán, ahol 1887 és 1895 között tanult

- Magyar Örökség díj (2005) /posztumusz/

## Érdekességek
- 2001-ben a Magyar Nemzeti Bank emlékpénzérme-sorozatot jelentetett meg ifj. Szlávics László tervei alapján, A magyar ifjúsági irodalom alakjai címmel. A 200 forintos címlettel készült emlékérmék egyikén Molnár Ferenc A Pál utcai fiúk című művének illusztrációja látható.